# Biserica „Sfântul Arhanghel Mihail” din Jora de Jos
Biserica „Sf. Arhanghel Mihail” este o biserică amplasată în Jora de Jos, raionul Orhei, Republica Moldova. Este un monument arhitectural de importanță națională inclus în Registrul monumentelor Republicii Moldova ocrotite de stat cu nr. 1150 (raionul Orhei). Datează din 1912.